# 2013年土庫曼斯坦議會選舉
2013年土庫曼斯坦議會選舉是於2013年12月15日進行的選舉。由於新法律於2012年1月時制定，使得除了執政黨土庫曼斯坦民主黨以外的土库曼斯坦工业家和企业家党得以在8月成立，並與長期獨大的土庫曼民主黨相互競爭。
雖然本次選舉為土庫曼首次開放多元政黨競選，但主要少數黨土庫曼斯坦工業家和企業家黨仍宣稱效忠總統庫爾班古力·別爾德穆哈梅多夫。最終投票結果以土库曼斯坦民主党取得47個席位最多，但在總席位125個的议会內喪失了多數優勢，這也是土庫曼獨立以來頭一遭。

## 競選過程
總計共有283人登記參選，角逐125個议会席位。土庫曼斯坦民主黨推出99名候選人，土库曼斯坦工业家和企业家党則推派28名，其他候選人則來自如女性聯盟、貿易聯盟和青年聯盟等團體。

## 選舉結果
| 政黨                                 | 得票數 | %     | 席位 |
| ------------------------------------ | ------ | ----- | ---- |
| 土庫曼斯坦民主黨                     |        |       | 47   |
| 土库曼斯坦工业家和企业家党           |        |       | 14   |
| 相關親政府組織                       |        |       | 64   |
| 無效/空白票數                        |        | –     | –    |
| 總計                                 |        |       | 125  |
| 登記選民/投票率                      |        | 91.33 | –    |
| 來源: BBC News（页面存档备份，存于） |        |       |      |